# Goosebumps (serie de televisión de 2023)
Goosebumps (Pesadillas en España y Escalofríos en Hispanoamérica) es una serie de televisión estadounidense de terror y comedia sobrenatural desarrollada por Rob Letterman y Nicholas Stoller para Disney+ y Hulu. Está basado en la serie de libros del mismo nombre de R.L. Stine.La serie abandona el formato de adaptación de la serie de televisión original de 1995 para centrarse en un estilo de narración serializada, sin dejar de presentar muchos de los monstruos y elementos existentes de Goosebumps.
En 2020, una serie basada en los libros de Goosebumps se anunció que estaba en desarrollo por Sony Pictures junto con Original Film y Scholastic Entertainment, quienes anteriormente desarrollaron las películas Goosebumps (2015) y Goosebumps 2: Haunted Halloween (2018), que fueron ambas de Sony Pictures Animation, basado en los libros. Letterman, el director de la primera película, fue contratado en 2022 para escribir la serie junto a Stoller. Letterman también dirigió el episodio piloto.
Goosebumps se lanzó el 13 de octubre de 2023 en Disney+ y Hulu simultáneamente como parte de los bloques de transmisión "Hallowstream" y "Huluween", respectivamente.Recibió críticas en su mayoría positivas de los críticos, quienes elogiaron la historia, las imágenes, la cinematografía, la escritura, la actuación y el reparto, con una cantidad particular de elogios hacia algunos de los diseños de monstruos y el tono más oscuro y serio, aunque hubo algunas críticas por el ritmo y algunos de los diseños de monstruos. En febrero de 2024, la serie se renovó para una segunda temporada con un elenco y una historia diferente. La segunda temporada titulada Goosebumps: The Vanishing debutará en Disney+ el 10 de enero de 2025, compuesta por ocho episodios.

## Sinopsis
En la temporada 1, un grupo de cinco estudiantes de secundaria se embarca en un viaje oscuro y retorcido para investigar el trágico fallecimiento tres décadas antes de un adolescente llamado Harold Biddle, mientras descubren oscuros secretos del pasado de sus padres.
En la temporada 2, unos hermanos adolescentes descubren una amenaza en su hogar, lo que desencadena una serie de acontecimientos que desentrañan un profundo misterio. Mientras se adentran en lo desconocido, el dúo se ve envuelto en la historia de cinco adolescentes que desaparecieron misteriosamente en 1994.

## Reparto

### Temporada 1

#### Principales
- Zack Morris como Isaiah,[5]el mariscal de campo estrella del equipo de fútbol americano de Port Lawrence High School.
- Isa Briones como Margot,[5]vecina y amiga de Isaías.
- Miles McKenna como James,[5]el mejor amigo de Isaiah que proviene de una de las familias más ricas de Port Lawrence.
- Ana Yi Puig como Isabella,[5]una chica ignorada en la escuela y desatendida por su madre que deja salir sus frustraciones troleando a la gente en línea.
- Will Price como Lucas,[5]un adolescente al que le gustan los deportes extremos y se ha vuelto muy imprudente desde el fallecimiento de su padre.
- Rachael Harris como Nora,[5]la madre de Lucas que estuvo involucrada en la muerte de Harold Biddle.
- Justin Long como el Sr. Nathan Bratt,[5] el nuevo profesor de inglés en Port Lawrence High School que hereda la Casa Biddle y queda poseído por el espíritu de Harold Biddle.

#### Recurrente
- Rob Huebel como Colin, el padre de Margot y consejero vocacional en Port Lawrence High School.
- Leonard Roberts como Ben, el padre de Isaiah, que estuvo involucrado en la muerte de Harold Biddle.
- Ben Cockell como Harold Biddle, un adolescente que murió en un misterioso incendio en una casa en 1993, donde su espíritu enojado acecha a la ciudad.
- Rhinnan Payne como Allison, la novia de Isaiah quién termina con él.
- Françoise Yip como Victoria, la madre demasiado estricta de Isabella y médica que estuvo involucrada en la muerte de Harold Biddle.
- Laura Mennell como Eliza, la madre multimillonaria de James, que estuvo involucrada en la muerte de Harold Biddle.
- Lexa Doig como Sarah, la madre separada de Margot, que estuvo involucrada en la muerte de Harold Biddle.
- Chris Geere como Kanduu / Slappy el Muñeco,[6]el malvado muñeco ventrílocuo de Harold, que pertenecía a su bisabuelo Ephraim y lo manipulaba. Greere también interpreta a Kanduu, un malvado hechicero cuyo espíritu quedó atrapado dentro del cuerpo de Slappy.

#### Invitados
- Eddie Jemison como Ephraim Bratt,[7]el bisabuelo de Harold, quién obtuvo a Slappy en 1925.
- Jonathan Silverman y Gillian Vigman como Perry y Georgia Biddle, los padres de Harold, quienes junto con su hijo se mudan a la casa en 1993.

### Temporada 2

#### Principales
- David Schwimmer como Anthony
- Ana Ortiz como Jen
- Sam McCarthy como Devin
- Jayden Bartels como Cece
- Elijah M. Cooper como CJ
- Galilea La Salvia como Frankie
- Francesca Noel como Alex

#### Recurrentes
- Arjun Athalye como Sameer
- Eloise Payet como Hannah
- Christopher Paul Richards como Matty
- Kyra Tantao como Nicole
- Stony Blyden como Trey
- Sakina Jaffrey como Ramona

## Episodios

### Temporada 1 (2023)
| N.º | Título                                                                                   | Dirigido por          | Escrito por                      | Fecha de lanzamiento original |
| --- | ---------------------------------------------------------------------------------------- | --------------------- | -------------------------------- | ----------------------------- |
| 1 | «¡Si sonríes, mueres!» (en inglés: "Say Cheese and Die!")                                | Rob Letterman         | Rob Letterman & Nicholas Stoller | 13 de octubre de 2023         |
| En 1993, el solitario estudiante de secundaria Harold Biddle muere en un incendio en su casa. En 2023, el Sr. Bratt hereda la casa Biddle y se convierte en el nuevo profesor de inglés de la escuela secundaria. El mariscal de campo estrella de la escuela secundaria Isaiah y su novia Allison usan la Casa Biddle para su fiesta de Halloween. Isaiah encuentra una cámara instantánea en el sótano donde murió Harold y toma una foto de Allison y Margot, su vecina y amiga de la infancia. Cuando salva a Margot de una reacción alérgica que vio que tenía en su foto, se da cuenta de que la cámara muestra cosas malas en el futuro que les sucederán a las personas en sus fotos. Su foto lo muestra con un brazo muy roto; Efectivamente, Isaiah se rompe el brazo en el juego después de alucinar que el campo de fútbol está lleno de monstruos en llamas. Nora, la madre de Lucas, un estudiante imprudente, ve los monstruos y advierte al padre de Isaiah que Biddle ha regresado para castigar a sus hijos por lo que ellos, los padres, le hicieron. En casa, Bratt está poseído por el espíritu de Harold. |                                                                                          |                       |                                  |                               |
| 2 | «La Máscara Embrujada» (en inglés: "The Haunted Mask")                                   | Erin O'Malley         | Franklin Jin Rho                 | 13 de octubre de 2023         |
| Ignorada en la escuela, la estudiante Isabella desahoga sus frustraciones mediante el troleo en línea. En la fiesta de Halloween de Allison en la casa Biddle, encuentra una máscara inusual en el sótano. Al usarlo, se vuelve más extrovertida y segura. A medida que pasa el tiempo, la máscara la influye para arremeter contra la gente, especialmente después de que Lucas destruye su dron de 3.000 dólares. Nora le pasa una foto de Harold Biddle a Isaiah, quien lo reconoce por la alucinación en el partido de fútbol. Cuando Isabella es castigada por su madre por el dron, ella usa la máscara y ataca a Lucas, transformándose en un troll real. Cuando casi ataca a su hermano pequeño, se detiene y se quitan la máscara mientras Bratt, poseído, observa. Isabella acompaña a su madre a la casa de James, el mejor amigo de Isaiah, donde Nora ha reunido a los otros padres para discutir su creencia de que Harold los persigue. Mientras la rechazan enojados, Isabella le lanza una pelota a James mientras juega al billar, y él explota en una sustancia viscosa amarilla, horrorizándola. |                                                                                          |                       |                                  |                               |
| 3 | «El Reloj Cucú de la Muerte» (en inglés: "The Cuckoo Clock of Doom")                     | Erin O'Malley         | James Eagan                      | 13 de octubre de 2023         |
| La verdad se revela sobre James: en la fiesta de Halloween, accidentalmente se golpeó la cabeza con un reloj cucú y quedó atrapado en un bucle temporal, sin poder salir de casa. Cuando finalmente puede apagar el reloj y detener el ciclo del tiempo, descubre que cada uno de sus intentos anteriores de salir de casa creó un duplicado. Los "Dobles" lo atrapan en las minas de su familia, se hacen pasar por él y comienzan a arruinar su vida hasta que Isabella se da cuenta de lo que sucedió después de que un doble explota frente a ella. Ella, Isaiah y Margot trabajan juntos para encontrar al verdadero James y destruir a los Dobles. El grupo se da cuenta de que todo lo que les pasó comenzó en la casa Biddle. Nora da a entender que la madre de Margot, Sarah, tiene las respuestas. En una llamada, Sarah, que está en Seattle, le dice a Margot que no confíe en los otros padres. Un Doble superviviente recupera una maleta para Bratt, pero al encontrarla vacía, Bratt destruye al Doble y pregunta enojado dónde está su "amigo". |                                                                                          |                       |                                  |                               |
| 4 | «Ve a comer gusanos» (en inglés: "Go Eat Worms")                                         | Steve Boyum           | Courtney Perdue & Baindu Saidu   | 13 de octubre de 2023         |
| El padre de Lucas murió intentando realizar una peligrosa maniobra en la montaña. Lucas intenta honrar el legado de su padre haciendo el truco, pero tiene miedo. Es testigo de cómo su madre, Nora, y el padre de Margot, Colin, se besan y gentilmente le informa a Margot sobre la aventura de sus padres. Para animarla, le muestra el tanque de gusanos que sacó de la Casa Biddle durante la fiesta de Halloween. Esa noche, los gusanos se introducen en el cuerpo de Lucas. Se da cuenta de que ya no puede sentir dolor y decide intentar nuevamente el truco de su padre. Margot se da cuenta de que Biddle está involucrado y ella y Nora detienen a Lucas. Nora revela que su padre tenía tendencias suicidas e hizo el truco a propósito para morir. Lucas vomita los gusanos, que se unen formando un monstruo. El trío lo atrae hacia una trituradora de madera y lo mata. Nora termina en un pabellón psiquiátrico después de contarle a la policía sobre el monstruo. Bratt toma la baratija del globo ocular que Lucas había dejado caer en el aserradero y promete que Slappy volverá a armarse. |                                                                                          |                       |                                  |                               |
| 5 | «Cuidado lector» (en inglés: "Reader Beware")                                            | Steve Boyum           | Mariko Tamaki                    | 13 de octubre de 2023         |
| La madre de Margot, Sarah, regresa a casa después de meses de una separación de prueba con Colin. Se entera de que Nora está sedada bajo la supervisión de Victoria, la madre de Isabella, ya que Victoria teme que Nora pueda revelar su participación en el incidente de Biddle. Sin embargo, Sarah le cree a Nora. Isaiah y Allison se separan. Isaías podría sentir algo por Margot. Sin embargo, Margot y Lucas se han unido y se besan. El Sr. Bratt/Harold le da su viejo álbum de recortes a Margot. Al leerlo, tiene visiones de la vida de Harold en la escuela secundaria y descubre que él y su madre eran amigos. El fantasma de Harold lleva a Margot a la noche del incendio, donde los amigos descubren que todos sus padres sin darse cuenta causaron la muerte de Harold después de intentar robar una maleta de su casa. Bratt/Harold los invita a su casa y les dice que les revelará lo que hay dentro de la maleta. |                                                                                          |                       |                                  |                               |
| 6 | «Noche de los tontos vivientes» (en inglés: "Night of the Living Dummy")                 | Félix Enríquez Alcalá | Nick Mueller                     | 20 de octubre de 2023         |
| En 1925, el bisabuelo de Harold, Ephraim, compró a Slappy el Muñeco, un títere malvado, para revitalizar su carrera como mago. Slappy hizo que Ephraim recuperara el ataúd de un hombre llamado Kanduu para leer un hechizo. Después de una visión violenta de gente muriendo, Ephraim rechazó a Slappy y lo escondió en su sótano. En 1993, los descendientes de Ephraim, el matrimonio Biddle y su hijo Harold, heredan su casa. A Harold le cuesta encajar y descubre a Slappy, quien lo aísla de su amor platónico, Sarah, y le pide que convierta a sus padres en marionetas. Después de que Slappy y Harold humillan a Sarah y sus amigos, se dan cuenta de que Harold cambió después de encontrar a Slappy. El grupo irrumpe en su casa para llevarse a Slappy y le ruega a Harold que salga después de que se encierra en el sótano, revelando que intentaron ayudarlo. Harold creía que el grupo lo estaba intimidando, lo que provocó su muerte en un incendio accidental. Los amigos esconden los restos de Slappy. En el presente, los niños racionalizan que sus padres no tuvieron la culpa y que Harold necesitaba ayuda, lo que molesta a "Bratt", quien cree que sus padres lo asesinaron. Bratt se despoja de su apariencia y se revela como Harold ante los horrorizados amigos. |                                                                                          |                       |                                  |                               |
| 7 | «Asústate a ti mismo» (en inglés: "Give Yourself Goosebumps")                            | Félix Enríquez Alcalá | Hilary Winston                   | 27 de octubre de 2023         |
| El grupo se da cuenta de que han quedado atrapados en el álbum de recortes junto con el verdadero Sr. Bratt porque Harold los atrajo. Nora sale del hospital y Harold se enfrenta a ella. Ella huye y recupera las partes del muñeco, con la intención de llevarlos a su cabaña en la montaña. Harold la sigue. Ben y Eliza investigan la mina de su familia y descubren que los restos de Slappy realmente están desaparecidos. Son atacados por uno de los Dupes de James y se dan cuenta de que Nora tenía razón sobre Harold. En la casa Biddle del purgatorio, el grupo encuentra otro de los recuerdos de Harold. El Sr. Bratt descubre que recibir un golpe lo devuelve temporalmente a su cuerpo en el mundo real. Los amigos intentan que regrese el tiempo suficiente para que les escriba una salida del álbum de recortes, pero Bratt lucha con Harold por el control. Harold tira el álbum de recortes a un charco. A medida que los dibujos se diluyen, también se diluye el mundo dentro del álbum de recortes, y el grupo rápidamente cae por el piso derretido. |                                                                                          |                       |                                  |                               |
| 8 | «No puedes asustarme» (en inglés: "You Can't Scare Me")                                  | David Grossman        | Nick Adams                       | 3 de noviembre de 2023        |
| Los amigos caen entre las páginas mientras el álbum de recortes se desintegra. Se encuentran con los espíritus de los padres de Harold, esperando a Harold para que la familia pueda seguir adelante junta. Bratt logra sacar al grupo de una salida. Se escapan y corren a buscar a Nora. Harold recupera el control de Bratt, noquea a Nora en la montaña y recupera a Slappy. A los niños se unen todos sus padres, quienes también buscan a Nora. Lucas y Margot encuentran a Nora ilesa, pero Isaiah se resbala por el borde de un acantilado y aguanta su vida. Justo cuando Harold está a punto de matarlo, todos llegan y le suplican y se disculpan. Slappy intenta mantener su influencia, pero Margot se acerca a Harold y le dice que sus padres están esperando y lo perdonan. Harold rescata a Isaiah antes de arrojar a Slappy por el acantilado. Su espíritu abandona el cuerpo de Bratt y se reúne con sus padres en el más allá, en paz. Como todos creen que todo ha terminado, Slappy, hecho pedazos en el fondo del acantilado, abre los ojos. |                                                                                          |                       |                                  |                               |
| 9 | «Noche de los tontos vivientes parte 2» (en inglés: "Night of the Living Dummy: Part 2") | Erin O'Malley         | Mariko Tamaki                    | 10 de noviembre de 2023       |
| Meses después, todo el mundo intenta superar la persecución de Harold Biddle. La madre de Margot la invita a mudarse a Seattle por lo que los niños se van de viaje de fin de semana para descubrir la ciudad. A Lucas le resulta más difícil que a los demás superar su terrible experiencia. El rompe con Margot, imaginando que sus objetivos de vida son diferentes y regresa a casa. Bratt escribe un libro inspirado en la terrible experiencia y su sueño es convertirse en autor publicado. Cuando un editor de Nueva York está interesado pero quiere que cambie el final para ampliar Slappy, Bratt lucha contra el bloqueo del escritor y sus agobiantes problemas financieros. El recupera los restos de Slappy en busca de inspiración. Slappy lo lleva a recuperar el ataúd de Kanduu enterrado cerca de la Casa Biddle, prometiéndole un final. Bratt lee el hechizo en el interior, que libera el espíritu de Kanduu del muñeco Slappy y revive su cuerpo humano, revelándolo como un mago. Ben llega y Kanduu lo convierte en una marioneta. |                                                                                          |                       |                                  |                               |
| 10 | «Bienvenidos a la Tierra del Horror» (en inglés: "Welcome to Horrorland")                | David Grossman        | Rob Letterman & Nicholas Stoller | 17 de noviembre de 2023       |
| Kanduu, cuando era humano, resultó herido en una guerra anónima en 1879, pero encontró una cueva con misteriosas tallas que lo curaron. Unos años más tarde, conoce a Mahar, un fabricante de títeres en apuros en un circo fallido, y hace un trato con él. Un año después, le entrega marionetas humanas a Mahar y, a cambio, quiere un muñeco perfecto. Mahar, al darse cuenta del error que cometió al confiar en Kanduu, lo atrapa en el muñeco. En la actualidad, Kanduu captura a casi todas las personas en Port Lawrence, incluido Lucas, y las convierte en marionetas. Mientras los busca, Isaiah le revela sus sentimientos a Margot. Kanduu luego captura a Margot, Isaiah, James, Isabella y Nathan. Nathan está investigando en secreto cómo se puede derrotar a Kanduu. Le explica al grupo que las marcas le decían que reuniera a 1.000 personas para un sacrificio en un "lugar especial" que se revela como los restos del decrépito circo de Mahar. Esto, a su vez, desatará monstruos que obligarán a la humanidad a detener las guerras entre ellos y comenzar a luchar contra los verdaderos monstruos. Al encontrar un hechizo para detenerlo, lo atrapan en una visión falsa de que su misión se cumplirá con la ayuda de Mahar. Nathan se da cuenta de que es descendiente de Mahar, pero antes de que puedan detenerlo, se escapa y va a terminar la tarea él mismo, atrapándolos con nubes negruzcas. Isaiah usa el libro de Kanduu para repeler estas nubes y le da el libro a Margot, mientras él lucha contra Kanduu. Margot encuentra el hechizo que salvó a Kanduu y lo revierte, haciéndolo humano nuevamente. Las almas de todas las personas que mató en su viaje vienen del infierno y lo arrastran, no sin antes dispararle a Margot. Isiah salta para salvar a Margot, pero recibe la bala y se encuentra en estado crítico en el hospital. A Ben y su esposa les dicen que Isaías va a morir. Margot habla con él y le dice "sí a su propuesta". Isaías muere, pero Margot usa el libro para resucitarlo. Angustiado por la muerte percibida de Isaiah, un triste Nathan va al baño a lavarse la cara y se da cuenta de que el espíritu de Kanduu está en su cuerpo en lugar de su propio reflejo, mientras ve el rostro sonriente de Kanduu en el espejo. |                                                                                          |                       |                                  |                               |

## Producción

### Desarrollo
El 28 de abril de 2020, se anunció que se estaba preparando una serie de televisión de reinicio de acción en vivo por Scholastic Entertainment, Sony Pictures Television y la productora Original Film de Neal H. Moritz, que produjo tanto la película de 2015 como su secuela.En marzo de 2021, R.L. Stine declaró que la serie había encontrado un productor y un director.El 4 de febrero de 2022, se informó que Disney+ había retomado el programa, dándole un pedido de 10 episodios. Rob Letterman regresará de la película de 2015 (de Sony Pictures Animation) para dirigir el piloto, mientras que él y Nicholas Stoller escribirán y actuarán como productores ejecutivos de la serie.
En octubre de 2023, los productores Conor Welch y Pavun Shetty expresaron interés en desarrollar temporadas adicionales que adaptaran libros adicionales de Goosebumps,y Shetty en particular expresó interés en explorar elementos de los libros Night of the Living Dummy en la temporada 2.

### Selección del reparto
En octubre, Justin Long, Ana Yi Puig, Miles McKenna, Will Price, Zack Morris, Isa Briones y Rachael Harris fueron elegidos para protagonizar la serie.En enero de 2023, Rob Huebel se agregó al elenco en un papel de estrella invitada recurrente.
El autor de Goosebumps, R.L. Stine, hace un cameo de voz en "Night of the Living Dummy Part 2" como presentador del podcast Let the Write One In. Stoller y Letterman originalmente planearon que Stine tuviera un cameo físico, pero los planes fueron descartados debido a la falta de disponibilidad de Stine, después de lo cual la showrunner Hilary Wiinston y el coproductor ejecutivo James Egan propusieron la idea de que Stine expresara a un presentador de podcast.

### Filmación
El rodaje comenzó en octubre de 2022 en Vancouver y se esperaba que finalizara en marzo de 2023,con Stephen McNutt y Thomas Yatsko como directores de fotografía.En febrero de 2023, el rodaje también tuvo lugar en el Parque Olímpico de Whistler.A instancias de Letterman, la serie hizo un fuerte uso de efectos prácticos, que en su opinión permitieron que los elementos más aterradores de la serie "se sintieran fundamentados" y "reales". El equipo de producción se centró en asegurarse de que los efectos parecieran realistas, ya que querían que el público se sintiera tan involucrado como lo estaban los personajes con los eventos de la serie.

### Posproducción
Christopher S. Capp y Tuan Quoc Le son editores de la serie.

## Estreno
Goosebumps debutó el viernes 13 de octubre de 2023 en Disney+ y Hulu. Cinco episodios de la serie de diez capítulos debutaron como parte de las celebraciones anuales de los streamers "Hallowstream" y "Huluween". A partir de entonces, seguirán nuevos episodios cada semana hasta el 17 de noviembre, cuando concluya la primera temporada.Además, los dos primeros episodios de la serie se emitieron el 13 de octubre en Freeform como parte de "31 Noches de Halloween".

## Recepción

### Audiencia
Según el agregador de streaming JustWatch, Goosebumps fue la séptima serie de televisión más vista en todas las plataformas en los Estados Unidos durante la semana del 9 al 15 de octubre de 2023,y la tercera durante la semana del 16 al 22 de octubre de 2023.Según el agregador de streaming Reelgood, Goosebumps fue el noveno programa más visto en todas las plataformas en los Estados Unidos durante la semana del 12 de octubre de 2023.Según TV Time de Whip Media, Goosebumps fue el octavo más vi series originales en todas las plataformas en los Estados Unidos durante la semana del 22 de octubre de 2023,y la séptima durante la semana del 29 de octubre de 2023.

### Respuesta crítica
El recopilación de reseñas del sitio web Rotten Tomatoes informó un índice de aprobación del 75% con una calificación promedio de 6,8/10, según 36 reseñas de críticos. El consenso de los críticos del sitio web dice: "Lo suficientemente perversamente inventivo como para dar a los espectadores escalofríos, si no pesadillas, Goosebumps trasplanta sólidamente las historias espeluznantes de R.L. Stine a un formato serializado".Metacritic, que utiliza un promedio ponderado, asignó una puntuación de 60 sobre 100 basándose en 12 críticas, lo que indica "críticas mixtas o promedio".

### Premios y nominaciones
| Año  | Premio              | Nominado                                       | Categoría                                           | Resultado | Referencias |
| ---- | ------------------- | ---------------------------------------------- | --------------------------------------------------- | --------- | ----------- |
| 2025 | Kids' Choice Awards | Goosebumps                                     | Programa de televisión familiar favorito            | Nominado  | [ 33 ]      |
| 2025 | Kids' Choice Awards | David Schwimmer por su papel de Anthony Brewer | Estrella masculina de televisión favorita (familia) | Nominado  | [ 33 ]      |
| 2025 | Kids' Choice Awards | Sam McCarthy por su papel de Devin Brewer      | Estrella masculina de televisión favorita (familia) | Nominado  | [ 33 ]      |
| 2025 | Kids' Choice Awards | Jayden Bartels por su papel de Cece Brewer     | Estrella femenina de televisión favorita (familia)  | Nominada  | [ 33 ]      |